# Église Santo Spirito in Sassia
L'église Santo Spirito in Sassia (en français : Saint-Esprit-en-Saxe) est une basilique catholique de Rome du XIIe siècle, construite sur le site de la schola Saxorum, fondée par le roi Ine de Wessex au VIIIe siècle. Aujourd'hui elle est un sanctuaire de la Divine Miséricorde.

## Historique

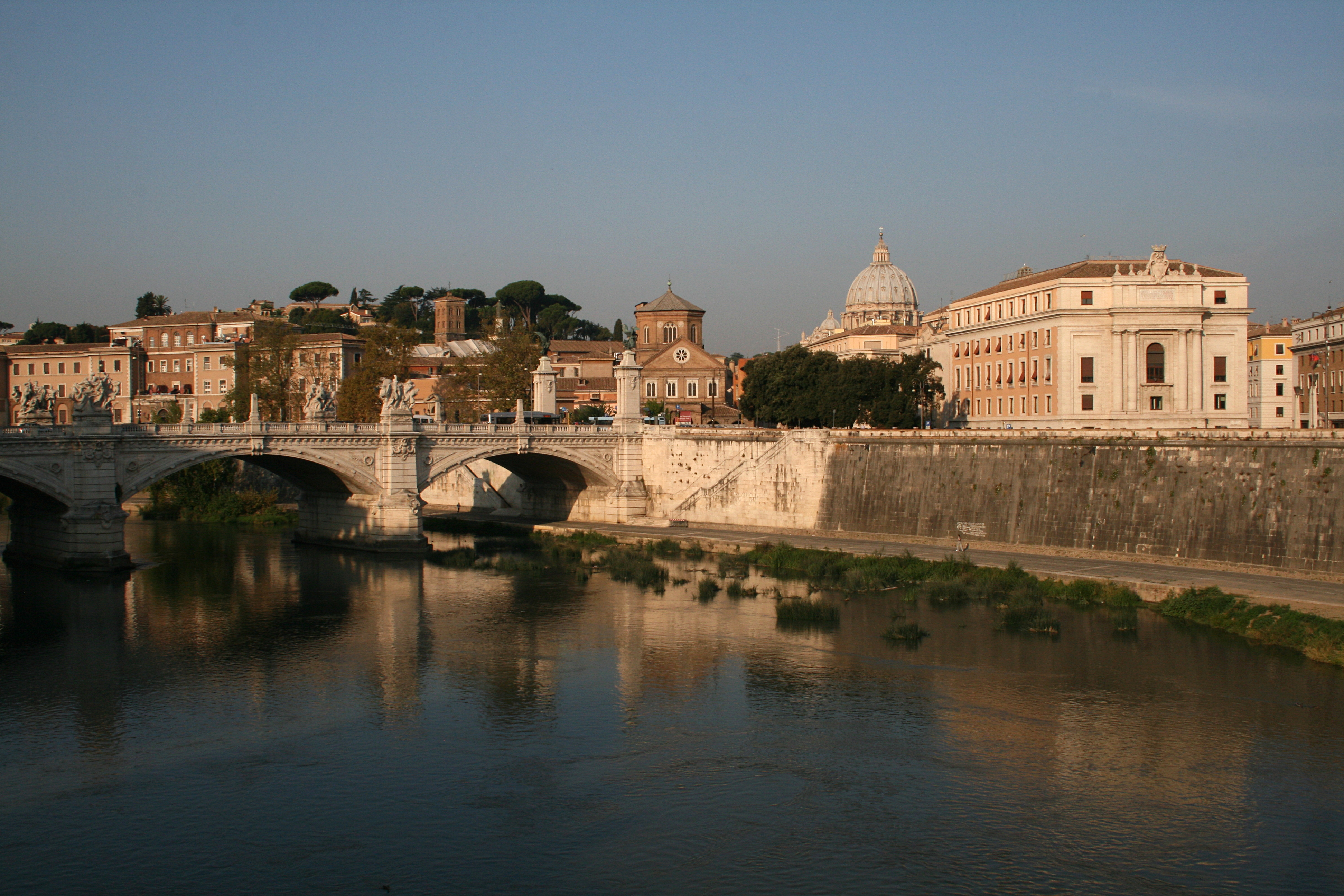
L'église sur la droite devant la basilique Saint-Pierre et le long du Tibre avec le pont Victor Emmanuel II.

Le roi des Saxons Ina construisit vers (726/728) en ce lieu la schola Sacorum, un institut accueillant les pèlerins saxons à Rome.
Au XIIe siècle une nouvelle église fut construite. Celle-ci prit le nom Sassia dalla Schola. En 1475, par ordre du pape Sixte IV, l'église fut reliée à l'hôpital Santo Spirito.
Le sac de Rome (1527) endommagea l'église qui fut reconstruite (1538-1545) par Antonio da Sangallo le Jeune ou par Baldassarre Peruzzi.
Depuis 1991, l'église est le siège de la diaconie cardinalice de Santo Spirito in Sassia.

## Architecture et ornements
La façade fut réalisée par Ottaviano Mascherino (d'après un dessin de Sangallo), dans la période 1585-1590 sur instruction du pape Sixte V. La façade est à deux niveaux avec des colonnes à chapiteaux corinthiens divisant le niveau inférieur en cinq et le supérieur en trois parties. Une grande fenêtre circulaire s'ouvre sur le niveau supérieur. Au-dessus trône l'écusson du pape Sixte V.
La décoration à fresques remonte aux XVIe et XVIIe siècles et on remarque surtout les chefs-d'œuvre de Livio Agresti.
Le succès de l'œuvre fut telle que Michel-Ange, en âge déjà avancé, fut invité à voir l'œuvre.
L'intérieur est constitué d'une simple travée centrale entourée par dix chapelles.

### Décorations
Livio Agresti :
- Fresques de la cappella Gonzaga : la Crèche, La Pietà, la Résurrection et les Scènes bibliques, terminées en 1557).
- Fresques de la cappella della Trinità : Jésus guérissant l'estropié, Jésus guérissant l'aveugle (1574).
- Fresques et autres scènes bibliques de la voûte : Visitation, Annonciation, Couronnement de Marie, Assomption, retable.

Certaines fresques ne furent pas achevées à sa mort (1579).
- Fresques Nativité et Circoncision de Jésus complétées par Giovanni Battista Lombardelli et Paris Nogari.
- Pentecôte (fresque) de Francesco et Jacopo Zucchi.

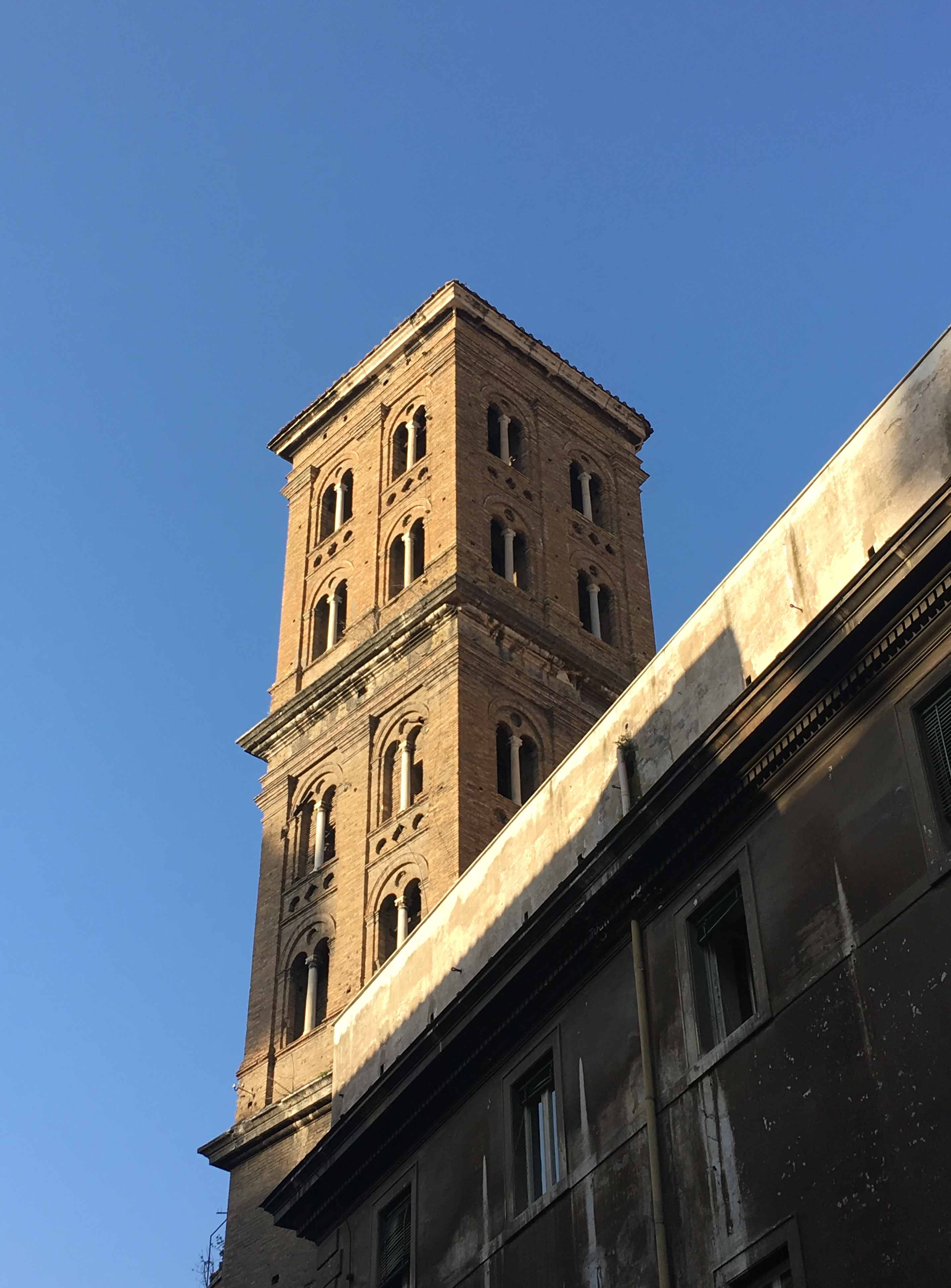
Le Campanile.
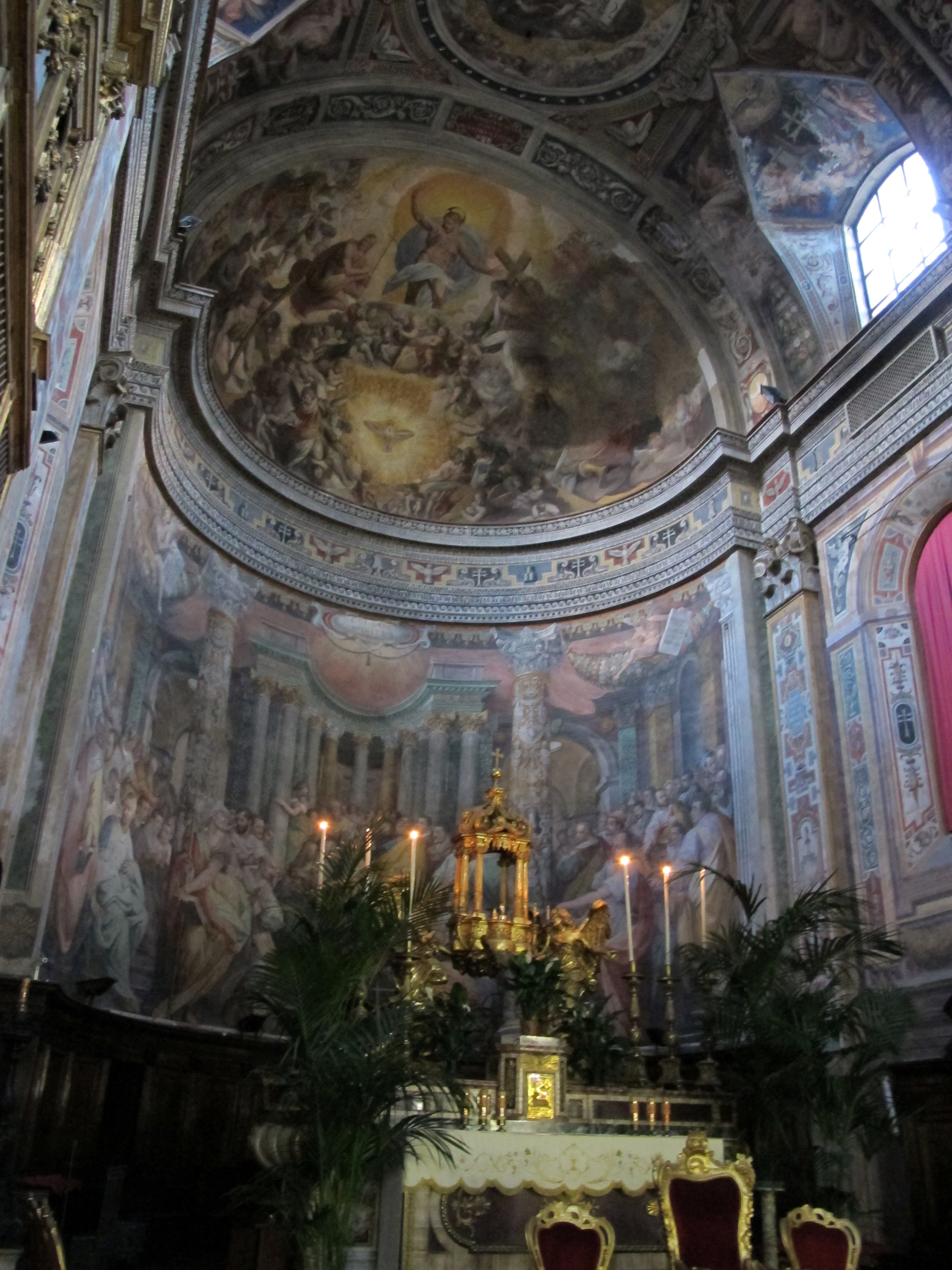
L'abside avec ses fresques et le maître-autel.
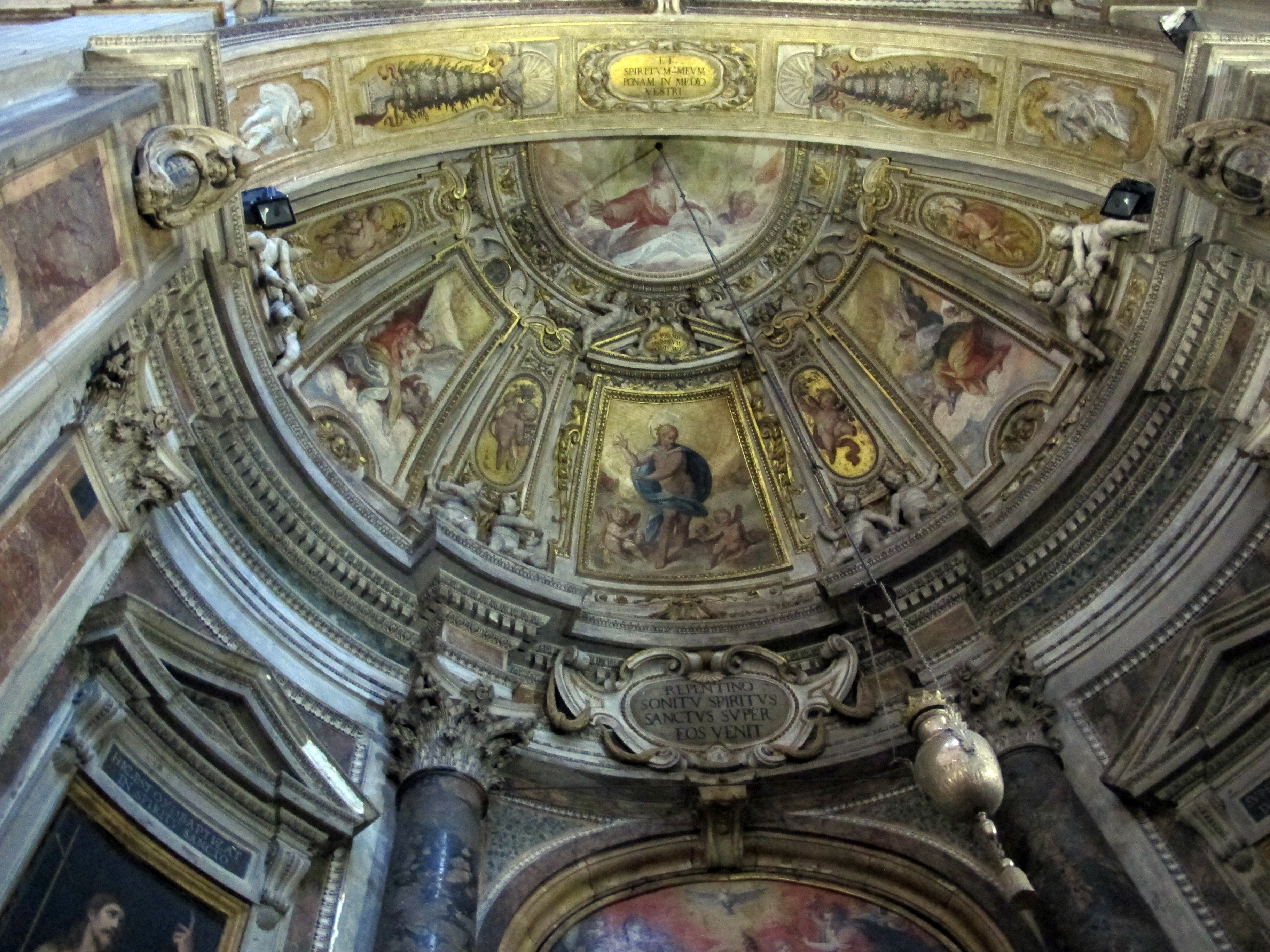
Les fresques de la chapelle latérale de la Pentecôte dédiée au Saint-Esprit.
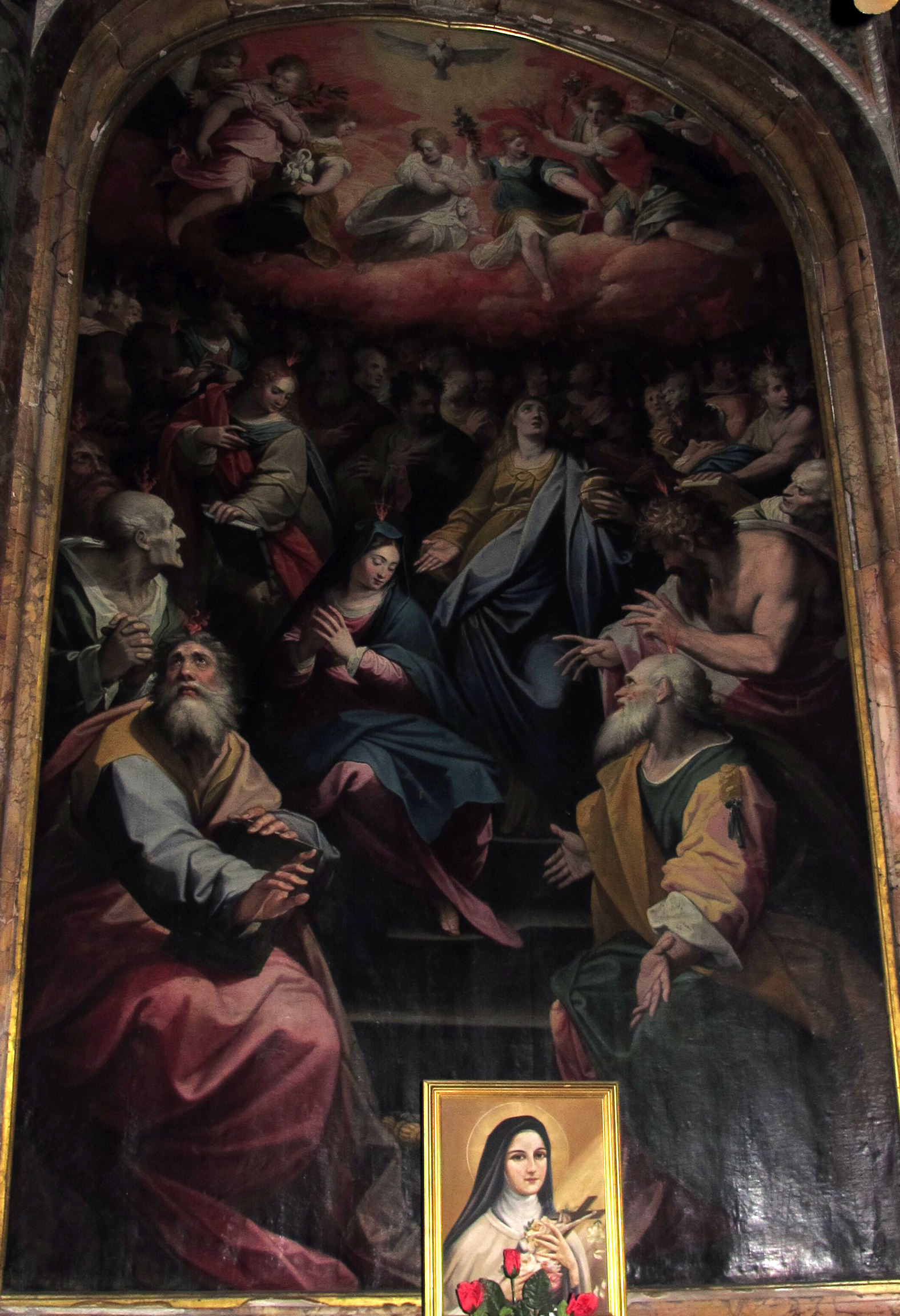
Le tableau de Jacopo Zucchi, la Pentecôte.
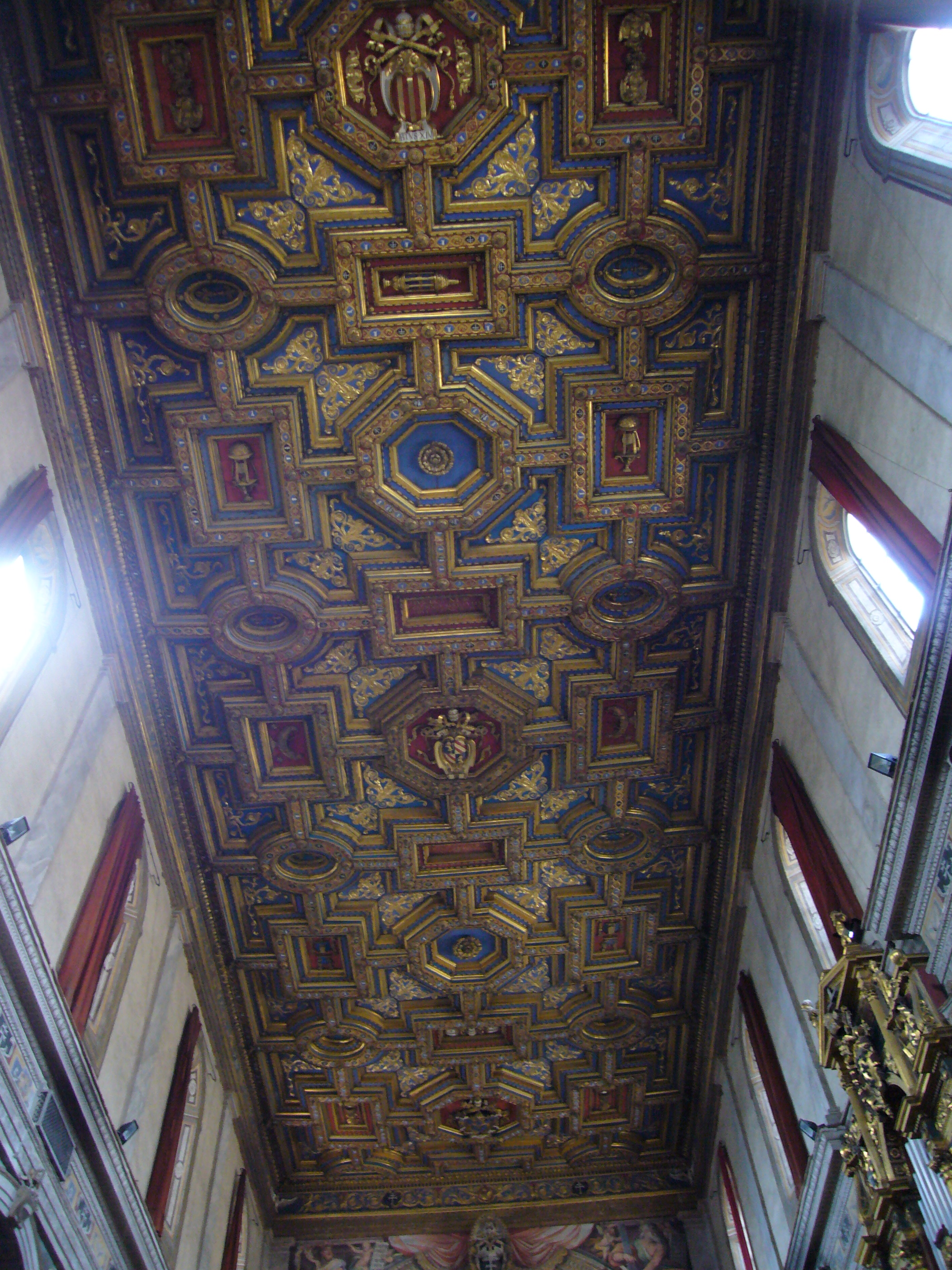
Le plafond de la nef.